# Catedral Velha de Plasencia
A Catedral Velha de Plasencia ou de Igreja de Santa Maria, é um templo católico românico/gótico na cidade de Plasencia, província de Cáceres, comunidade autónoma da Estremadura. Atualmente (2010) alberga o Museu Catedralício.
A sua construção foi iniciada no fim do século XII ou início do século XIII e só terminaria no século XIV. É de estilo de transição entre o românico e o gótico, com alguns aspetos de carácter oriental (bizantino). Foi obra, entre outros, dos mestres Juan Francés e Diego Díaz.
No final do século XV, a construção de uma nova catedral, de muito maiores dimensões, implicou a demolição do cruzeiro e de parte da cabeceira.
O pórtico principal é de estilo românico, com as clássicas arquivoltas, sobre as quais existe um grupo escultórico talhado em pedra representando a Anunciação de Nossa Senhora. Um motivo decorativo dominante no pórtico, que se encontra também noutros pórticos placentinos, são pontas de diamante nas arestas das jambas.
No interior tem três naves e quatro tramos com abóbadas em cruzaria, obra de Gil de Císlar. Na nave central venera-se um pequeno retábulo da Virgen Niña (Virgem Menina). As naves laterais são dedicadas à Virgen de los Dolores (Nossa Senhora das Dores) e a Cristo Crucificado.
No claustro retangular é patente a transição do Românico para o Gótico, com arcos pontiagudos e abóbadas em cruzaria, mas com colunas e capitéis de clara tradição românica. O claustro alberga uma imagem gótica de Santa Maria, a Branca, do século XII e une a catedral velha à catedral nova.
O claustro dá acesso à antiga sala capitular, atualmente convertida na capela de São Paulo tem uma torre gallonada[a] (Torre del Melón)  tem uma cúpula octogonal é de estilo bizantino, que no exterior forma uma pirâmide coberta de escamas, semelhante à estrutura da Torre do Galo da Catedral Velha de Salamanca, à Catedral de Zamora e à Colegiata de Toro.

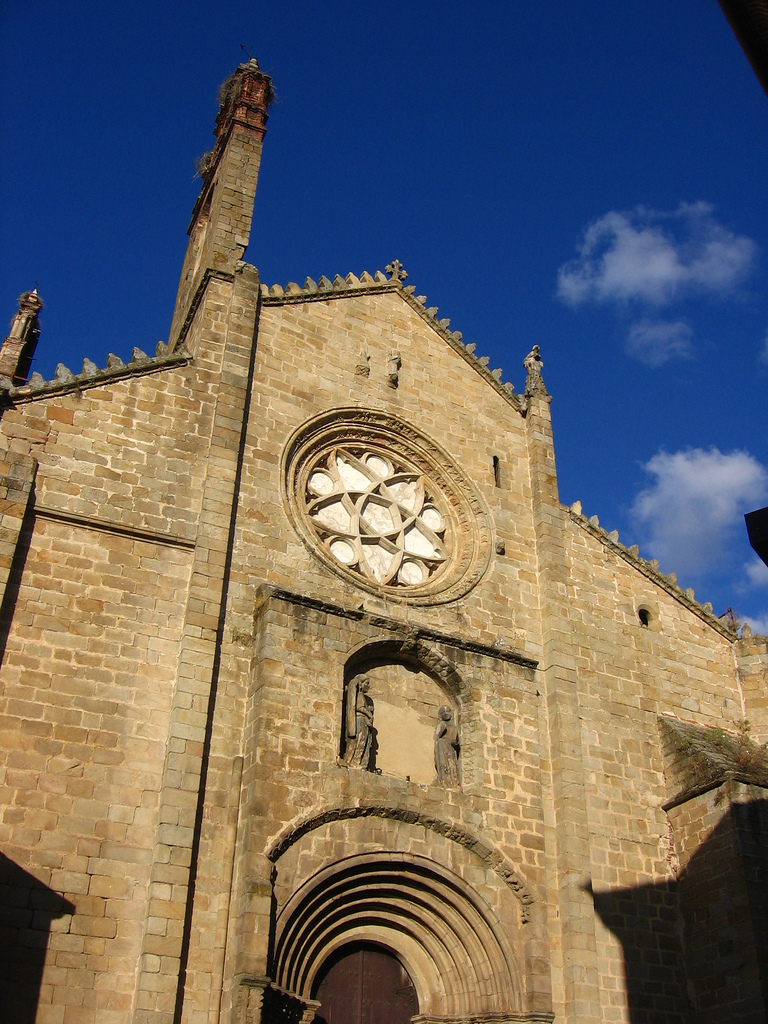
Fachada.

O Museu Catedralício tem uma coleção de pinturas e esculturas de artista espanhois e flamengos, como Luis de Morales ou Gerard David, ornamentos religiosos e objetos de culto dos séculos XV a XVII.

## Bibliografía
- Calle Calle, Francisco Vicente (2008). «Plasencia, Misterios" en las Catedrales» (em espanhol). www.bubok.com